# Número transcendente
Um número transcendente (ou transcendental) é um número real ou complexo que não é raiz de qualquer equação polinomial a coeficientes inteiros. Um número real ou complexo é assim transcendente somente se ele não for algébrico. Esses números são irracionais pelo que não podem ser escritos na forma de fração.

## História
Questões envolvendo a natureza transcendental dos números fascinam os matemáticos desde meados do século XVIII, tornando-se uma área central da teoria dos números. “Às vezes, essas teorias não resolviam um problema original, mas eles passavam a ser ferramentas básicas na investigação de outras questões” (FIGUEIREDO).
Os números algébricos são identificados com certa facilidade: racionais, somas e produtos de raízes de números racionais e a unidade imaginária são exemplos, mas o que tornou esse estudo tão misterioso e desafiador era a incapacidade de exibir exemplos ou algum tipo de classificação para os números transcendentes. 
Em 1874, Georg Cantor (1845-1918) provou que o conjunto dos números algébricos é enumerável, o que foi surpreendente: a enumerabilidade deste conjunto implicaria a existência de uma “quantidade” infinitamente maior de transcendentes do que algébricos, muito embora se conhecessem pouquíssimos exemplos. Consoante a Marques (2013), “esta teoria vive um grande paradoxo, se quase todos os números são transcendentes, porque demonstrar a transcendência de um número é, em geral, uma tarefa tão complicada”?
Grandes matemáticos deram suas contribuições a esta linha de pesquisa, como Cantor, Hilbert e Euler, mas o primeiro número a ter sua transcendência demonstrada foi dado em 1851 pelas mãos do francês Joseph Liouville (1809-1882) que  passou a ser chamado de constante de Liouville em sua homenagem. 
Em 1873 que Charles Hermite (1822-1901) provou que {\displaystyle e} (número de Euler) é transcendente. 
Aproximadamente uma década após esta célebre constatação, o alemão Ferdinand von Lindemann (1852-1939) publicou uma bela e “simples” demonstração que {\displaystyle \pi } era transcendente. Alexander Gelfond, em 1934, e Theodor Schneider, em 1935, resolveram independentemente o famoso 7º problema de Hilbert proposto em 1900 sobre a transcendência de números como "O teorema de Gelfon Schneider (como ficou conhecido), definiu a natureza algébrica da potenciação de números, estabelecendo uma larga classe de números transcendentes.  

### Observações
- Georg Cantor prova a enumerabilidade dos números algébricos.
- O uso dos números transcendentes foi usado como uma possível teoria para resolver problemas.

## Definição
Um número real é chamado algébrico se ele for raiz do polinômio de coeficientes inteiros, por exemplo, 2 é um número algébrico pois é raiz do polinômio {\displaystyle x^{2}-4=0}
Um número β é dito transcendente quando não é algébrico. Ou seja, β é transcendente quando não se consegue obter um polinômio com coeficientes inteiros P,tal que P(β)=0.

### Exemplos de números transcendentes
- O número π

- O número e (base dos logaritmos neperianos)

- O número de Champernowne 0,12345678910111213... obtido escrevendo-se a sequência de números inteiros em base dez (teorema de Mahler, 1961)

- Todos os números de Liouville são transcendentes.

- Ao menos um dos dois números e+π e eπ é transcendente.

- O Teorema de Gelfond-Schneider, que responde ao Sétimo problema de Hilbert  , mostra que os seguintes números são transcendentes: {\displaystyle {\sqrt {2}}^{\sqrt {2}},{\sqrt {5}}^{\sqrt {7}}}, dentre outros.

- O Teorema de Lindemann–Weierstrass mostra que os seguintes números são transcendentes:  {\displaystyle e^{\sqrt {2}},\operatorname {sen} 1,\ln 2}, dentre outros.

### Observações
- O conjunto dos números algébricos é enumerável.
- A união dos números algébricos e transcendentes é o conjunto dos números reais e sua intersecção é vazia.
- O conjunto dos números transcendentes não é enumerável.
- A maioria dos números reais são transcendentes.

## Números de Liouville
Em 1844, Joseph Liouville mostrou que o número L = {\displaystyle \sum _{n=1}^{\infty }10^{-n!}}  conhecido como constante de Liouville é transcendente. A ideia de Liouville para encontrar números transcendentes foi encontrar alguma propriedade que fosse satisfeita por todos os números algébricos e, em seguida, construir algum número que não possuísse tal propriedade. A constante de Liouville foi o primeiro número não algébrico a ser apresentado.

### Definição
Um número {\displaystyle \alpha } {\displaystyle \in \mathbb {R} } é chamado número de Liouville , se existe, {\displaystyle \left({\frac {p_{j}}{q_{j}}}\right)_{j\geq 1}} {\displaystyle \in \mathbb {Q} }  infinita , {\displaystyle q_{j}} {\displaystyle >1} tal que
{\displaystyle \left|\alpha -{\frac {p_{j}}{q_{j}}}\right|=2} {\displaystyle <} {\displaystyle {\frac {1}{q_{j}^{j}}},} {\displaystyle \forall _{j}} {\displaystyle \geq 1}

### Propriedades
- Todo número de Liouville é número transcendente, porém nem todo número transcendente  é um número de Liouville, como exemplos temos o e, o π e a constante de Chapernowne.

## Transcendência deee deπ
O teorema de Lindemann é de suma importância para provar a transcendência do número de e (número de Euler) e π . 

### Teorema de Lindemann-Weierstrass
Teorema: Se a1 ,.....,an  são números algébricos distintos, ea1 ,...,ean  são linearmente independentes sobre o corpo dos números algébricos.
Ou seja, se β é algébrico não nulo então eβ  é transcendente.
Este teorema nos permite derivar de forma mais direta a transcendência de e, π e outros números transcendentes.
Aplicando este teorema para n = 2, a1 = 0 e a2 = 1, obtemos que e é transcendente. Se π fosse algébrico, também o seria πi. Aplicando o teorema para n = 2, a1 = 0, a2 = πi, teríamos 1 e eπi = −1 linearmente independentes sobre os algébricos, o que é falso. Portanto, π é transcendente.

## Números transcendentes e a matemática

### Os números primos e o número de Euler
Um número inteiro maior que 1 é primo se for apenas divisível por si mesmo e por um. Os primeiros números primos são: 2, 3, 5, 7, 11, 13, 17, .... A especificidade desses números consiste no fato de se espalharem ao acaso entre os inteiros, sem nenhum padrão conhecido que governe essa distribuição. Carl Friedrich Gauss (1777-1855) em 1792, aos 15 anos de idade, examinou uma tabela de números primos elaborada por Johann Heinrich Lambert (1728-1777) na tentativa de encontrar uma lei de formação que determinasse a quantidade de números primos que são menores de um número inteiro n.
Atualmente a função que representa a quantidade de números primos menores ou iguais a um inteiro n e denotada por π (n), onde a letra π não tem nenhuma ligação com o valor 3,14.... Dessa forma, π(10)=4 e π (17)=7. Depois de examinar a tabela de números primos, Gauss conjecturou:
{\displaystyle \pi (n)} = {\displaystyle {\frac {n}{\ln(n)}}} ou de forma equivalente, {\displaystyle {\frac {\pi (n)}{n}}}= {\displaystyle {\frac {1}{\ln(n)}}} onde {\displaystyle \ln(n)} é o logaritmo natural cuja base é o número de Euler e.
A presença do logaritmo natural na teoria dos números primos mostra que o número e está ligado, mesmo que indiretamente, aos números primos, nos mostrando que são as relações que tornam mais belos os conceitos matemáticos.

### A espiral logarítmica do número de Euler
A partir do momento em que Descartes (1596–1650) apresentou a geometria analítica,muitas curvas intrigaram os matemáticos, dentre elas a espiral logarítmica, que foi a curva preferida de Jakob Bernoulli (1654–1705). A representação de curvas no plano pode ser feita por meio de vários sistemas de coordenadas, como por exemplo, as coordenadas polares. 
Jakob Bernoulli usou extensivamente as coordenadas polares para encontrar as propriedades das curvas. A espiral logarítmica que na época era definida pela equação {\displaystyle \ln r=a\theta } , onde a e uma constante e ln e o logaritmo natural na base e, hoje essa equação e escrita na forma inversa, r= ea (a vezes θ). A espiral logarítmica ou espiral equiangular apresenta característica de autossimilaridade, ou seja, não altera sua forma quando o tamanho aumenta. A espiral recebeu o nome equiangular em 1638 por Descartes, pois reflete uma propriedade única da espiral logarítmica. Se desenharmos uma linha reta do polo ate qualquer ponto da curva, ela interceptará a curva formando exatamente o mesmo ângulo.
O fato interessante dessa curva é a possível semelhança em relação a sua forma com fenômenos de crescimento da natureza e isso pode ser verificado no redemoinho de uma galáxia ou na concha do náutilo.

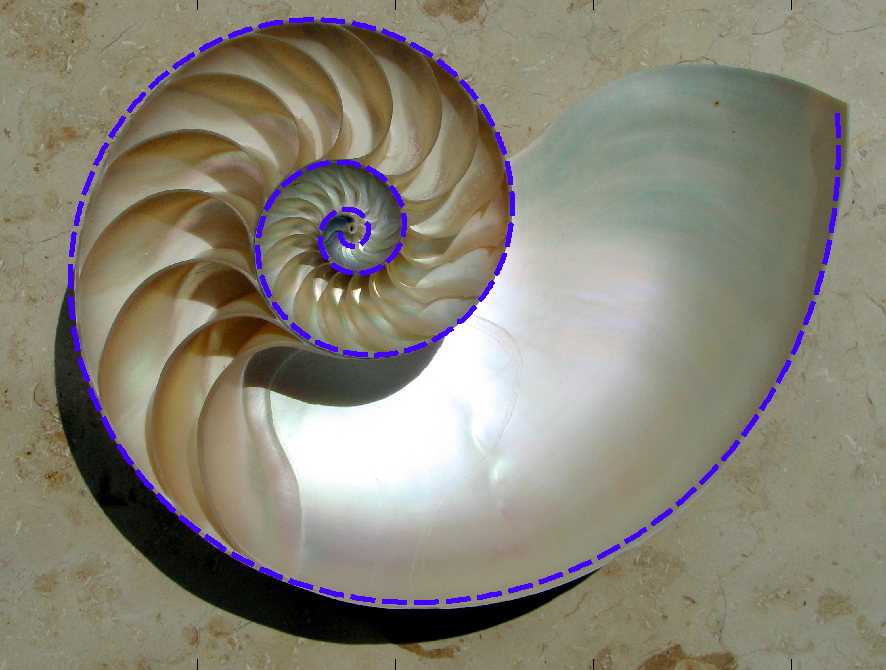
Redemoinho de uma galáxia e a concha do Náutilo

## Curiosidades do númeroπ
- O cálculo do π com milhões de casas decimais é usado para testes em computadores e programas (Hardware e software). Uma diferença em um dos algarismos, indica falha nas arquiteturas.
- Apenas quarenta e sete casas decimais do π seriam suficientemente precisas para inscrever um círculo em torno do universo visível. Resultado esse, cujo erro, relativamente a circularidade perfeita, não é maior que um simples próton.[carece de fontes?]
- Em 1897 a "House of Representatives", no estado de Indiana, apresentou uma proposta de lei que decretou que o valor de pi era 4.
- Na Grécia antiga o símbolo π era usado para denotar o número 80.
- A fração 22/7 é usada frequentemente como aproximação para o π.
- π é irracional, ou seja, π não pode ser expresso através de uma fração.

## O númeroπem todas as partes

### O número π no espaço
O astrônomo Robert Mattews, da Universidade de Aston na Inglaterra, combinou dados astronômicos com teoria numérica para calcular o π. Ele usou o fato de que, para qualquer grande amostragem de números aleatórios, a probabilidade de encontrarmos números sem um fator comum é 6/π2. Fator comum é quando dois números têm algum divisor comum, além do número 1. Por exemplo: 3 e 7 não têm fatores comuns, 12 e 10 tem como fator comum o número 2.
Mattews calculou a distância angular entre as 100 estrelas mais brilhantes do espaço e transformou isso em 1 milhão de pares de números aleatórios. Destes, aproximadamente 61% não tinha fatores comuns. Ele chegou a um valor de 3.12772 para π, o que é 99,6% correto.

### O número π na água
A constante matemática está na rota de todos os rios curvos que deságuam no mar. A sinuosidade de um rio é descrita pelo comprimento de sua curva dividido pela distância deste ponto até o oceano em linha reta. O resultado é que, em média, os rios têm uma sinuosidade de aproximadamente 3,14 – o número π.

### O número π na arte
O artista especializado em ciência Martin Krzywinski transformou a aleatoriedade infinita do número π, e de outras constantes matemáticas, em um trabalho artístico de incrível beleza visual. Krzywinski, baseando-se nas imagens criadas por seu parceiro, o romeno Ilies Cristian Vasile (que se autointitula um “artista por acidente” em sua página na internet), compilou uma série de atraentes diagramas circulares que representam as relações entre os dígitos de π e de outros números constantemente presentes na matemática, como phi (também conhecida como a “proporção áurea”) e e, o número de Euler (que é a base do logaritmo natural). 
Para entender como os artistas chegaram até essas belas representações, imagine que eles dividiram cada círculo em 10 segmentos, que representam os números de zero a nove, e a sequência dos dígitos do número pi foram ligadas uma às outras por uma linha. Desta forma, o desenho se inicia na região do 3, uma linha é traçada até o 1, depois segue para o 4, volta para o 1, e assim por diante.